# Lagynochthonius tuoluoensis
Espèce
Lagynochthonius tuoluoensis est une espèce de pseudoscorpions de la famille des Chthoniidae.

## Distribution
Cette espèce est endémique du Guizhou en Chine. Elle se rencontre dans le xian de Shuicheng dans la grotte  Tuoluodadong.

## Description
Le mâle holotype mesure mm et la femelle paratype mm, les mâles mesurent de 1,14 à 1,28 mm et les femelles de 1,44 à 1,64 mm.

## Systématique et taxinomie
Cette espèce a été décrite par Hou, Feng et Zhang en 2023.

## Étymologie
Son nom d'espèce, composé de tuoluo et du suffixe latin -ensis, « qui vit dans, qui habite », lui a été donné en référence au lieu de sa découverte, la grotte  Tuoluodadong.

## Publication originale
- Hou, Feng & Zhang, 2023 : « New cave-dwelling pseudoscorpions of the genus Lagynochthonius (Pseudoscorpiones, Chthoniidae) from Guizhou in China. » Zootaxa, no 5309(1), p. 1-64.